# Гологорский, Виктор Адольфович
Виктор Адольфович Гологорский (1930—2001) — советский и российский учёный-медик, доктор медицинских наук, профессор; член-корреспондент РАМН (2000).
Автор более 260 научных работ, в том числе ряда монографий. Основные его работы посвящены проблемам анестезии, патогенеза и лечения инфекционно-токсического шока, синдрома полиорганной недостаточности, респираторного дистресс-синдрома.

## Биография
Родился 15 января 1930 года в Одессе в еврейской семье. Его отец — Адольф Сергеевич Гологорский (1896—1971) был доцентом кафедры акушерства и гинекологии Одесского медицинского института.
После окончания в 1953 году Одесского медицинского института (ныне Одесский национальный медицинский университет), по распределению работал до 1956 года на Донбассе в городе Горловка хирургом и заведующим отделением переливания крови. В эти годы он проявил интерес к новой для отечественной медицины специальности — анестезиологии. В 1956 году поступил в аспирантуру кафедры общей хирургии 2-го Московского медицинского института и в 1959 году защитил кандидатскую диссертацию на тему «Материалы к применению потенцированного наркоза в хирургической клинике».
В 1966 году защитил докторскую диссертацию на тему «Основные компоненты современной комбинированной анестезии». С 1971 года — заведующий проблемной лабораторией анестезиологии и реаниматологии при кафедре факультетской хирургии им. С. И. Спасокукоцкого во 2-м Московском медицинском институте им. Н. И. Пирогова. Под руководством Виктора Адольфовича выполнено и защищено 6 докторских и 32 кандидатских диссертаций. Он был членом президиума правления Всероссийского общества анестезиологов и реаниматологов. Более десяти лет являлся Главным анестезиологом-реаниматологом Министерства здравоохранения РФ, а также заместителем главного редактора журнала «Анестезиология и реаниматология».
Умер 15 февраля 2001 года в Москве.
Лауреат Государственной премии СССР (1991), Заслуженный деятель науки Российской Федерации (1998).